# Jarosław Jach
Jarosław Jach (* 17. Februar 1994 in Bielawa, Polen) ist ein polnischer Fußballspieler.

## Karriere

### Verein
Jarosław Jach wurde in Bielawa geboren und begann das Fußballspielen bei Pogoń Pieszyce. Über Lechia Dzierżoniów, für die er in der 4. Liga Polens spielte, kam er 2013 zum damaligen Erstligisten Zagłębie Lubin. Hier spielte er zunächst in der Nachwuchsmannschaft und der Zweiten Mannschaft, die in der 3. Liga spielte. Am 27. Mai 2014 debütierte er in der Ekstraklasa beim 0:2 gegen Podbeskidzie Bielsko-Biała und bestritt noch ein weiters Ligaspiel in dieser Saison. Zagłębie Lubin stieg am Ende der Saison jedoch ab. In der 2. Liga kam Jach öfter zum Einsatz und stieg mit seinem Team wieder in die Ekstraklasa auf. Ab der Saison 2015/2016 kam er immer häufiger zum Einsatz und entwickelte sich zum Stammspieler.
Im Januar 2018 schloss er sich dem Premier-League-Klub Crystal Palace an, bestritt jedoch kein Ligaspiel für den Klub. Im Sommer 2018 wurde er dann für sechs Monate in die Türkei zu Çaykur Rizespor und in der Winterpause weiter an Sheriff Tiraspol verliehen.

### Nationalmannschaft
Jarosław Jach debütierte am 10. November 2017 beim Freundschaftsspiel gegen Uruguay (0:0) in der Polnischen Fußballnationalmannschaft.

## Erfolge
Sheriff Tiraspol
- Moldauischer Meister: 2019
- Moldauischer Pokalsieger: 2019

Raków Częstochowa
- Polnischer Pokalsieger: 2021